# Phyllanthus myrsinites
Phyllanthus myrsinites är en emblikaväxtart som beskrevs av Carl Sigismund Kunth. Phyllanthus myrsinites ingår i släktet Phyllanthus och familjen emblikaväxter.

## Underarter
Arten delas in i följande underarter:
- P. m. francavillanus
- P. m. myrsinites